# Kasolit
Kasolit ist ein eher selten vorkommendes Mineral aus der Mineralklasse der „Silikate und Germanate“ mit der chemischen Zusammensetzung Pb[UO2|SiO4]·H2O und damit chemisch gesehen ein wasserhaltiges Blei-Uranyl-Silikat. Strukturell gehört Kasolit zu den Inselsilikaten (Nesosilikaten).
Kasolit kristallisiert im monoklinen Kristallsystem und entwickelt meist tafelig-prismatische, nach der b-Achse latten- oder leistenförmig gestreckte Kristalle von meist nicht mehr als einigen Millimetern Länge mit einem glas- bis schwach diamantähnlichen Glanz auf den Oberflächen. Er kommt aber auch in Form radialstrahliger bis rosettenformiger Mineral-Aggregate sowie gummiartigen Krusten und kompakten, erdigen Massen vor. Das je nach Ausbildungsform durchsichtige bis undurchsichtige Mineral ist von ockergelber bis bräunlichgelber, selten auch zitronengelber bis grüner oder rötlichoranger Farbe, hinterlässt aber auf der Strichtafel einen hellbräunlichgelben bis blassgelben Strich.

## Etymologie und Geschichte

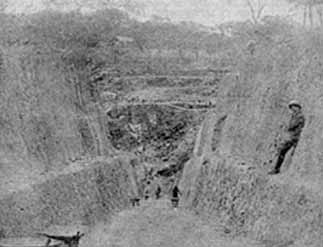
Shinkolobwe Mine (Kasolo Mine), 1925

Erstmals entdeckt wurde Kasolit an einer Mineralprobe aus der Shinkolobwe Mine (auch Kasolo Mine), einem Uran- und Cobalt-Bergwerk in der Provinz Haut-Katanga aus der Demokratischen Republik Kongo, beschrieben, das zur Zeit der Entdeckung noch als Belgisch Kongo bekannt war. Die Erstbeschreibung erfolgte 1921 durch Alfred Schoep, der das Mineral nach dessen Typlokalität benannte.
Die Kristallstruktur von Kasolit wurde erstmals 1963 durch A. M. Huynen, J. Piret-Meunier und M. Van Meerssche bestimmt. Zwei Jahre folgte eine davon unabhängige Publikation der entschlüsselten Struktur von Kasolit durch V. I. Mokeeva mit leicht abweichenden, korrigierten Zellparametern.
Das Typmaterial des Minerals wird im Muséum national d’histoire naturelle in Paris (Frankreich) unter der Katalog Nr. 121.287 aufbewahrt.

## Klassifikation
In der veralteten 8. Auflage der Mineralsystematik nach Strunz gehörte der Kasolit zur Mineralklasse der „Silikate“ und dort zur Abteilung „Neso-Subsilikate“, wo er gemeinsam mit Boltwoodit, Cuprosklodowskit, Sklodowskit, Uranophan und Parauranophan in der „Uranophan-(β-Uranophan)-Gruppe“ mit der Systemnummer VIII/A’.14 steht.
In der zuletzt 2018 überarbeiteten Lapis-Systematik nach Stefan Weiß, die formal auf der alten Systematik von Karl Hugo Strunz in der 8. Auflage basiert, erhielt das Mineral die System- und Mineralnummer VIII/B.34-080. Dies entspricht der Klasse der „Silikate“ und dort der Abteilung „Inselsilikate mit tetraederfremden Anionen“, wo Kasolit zusammen mit Boltwoodit, Cuprosklodowskit, Natroboltwoodit, Oursinit, Sklodowskit, Uranophan und Uranophan-β eine unbenannte Gruppe mit der Systemnummer VIII/B.34 bildet.
Die von der International Mineralogical Association (IMA) zuletzt 2009 aktualisierte 9. Auflage der Strunz’schen Mineralsystematik ordnet den Kasolit in die Klasse der „Silikate und Germanate“ und dort in die Abteilung „Inselsilikate (Nesosilikate)“ ein. Hier ist das Mineral in der Unterabteilung „Uranyl-Insel- und Polysilikate“ zu finden, wo es zusammen mit Boltwoodit, Natroboltwoodit, Uranophan und Parauranophan die „Uranophan-Kasolit-Gruppe“ mit der Systemnummer 9.AK.15 bildet.
In der vorwiegend im englischen Sprachraum gebräuchlichen Systematik der Minerale nach Dana hat Kasolit die System- und Mineralnummer 53.03.01.01. Das entspricht der Klasse der „Silikate“ und dort der Abteilung „Inselsilikate: SiO4-Gruppen und andere Anionen komplexer Kationen“. Hier findet er sich innerhalb der Unterabteilung „Inselsilikate: SiO4-Gruppen und andere Anionen komplexer Kationen mit (UO2)“ in der „Uranophangruppe“, in der auch Uranophan, Sklodowskit, Cuprosklodowskit, Boltwoodit, Natroboltwoodit, Oursinit, Swamboit-(Nd) und Parauranophan eingeordnet sind.

## Chemismus
Die idealisierte (theoretische) chemische Zusammensetzung von Kasolit Pb(UO2)(SiO4)·H2O besteht in der Oxidform aus einem Massenanteil (Gewichts-%) von 38,00 Gew.-% PbO, 45,98 Gew.-% UO2, 10,23 Gew.-% SiO2 und 3,07 Gew.-% H2O.
Die Analyse des natürlichen Minerals aus der Typlokalität Shinkolobwe Mine ergab allerdings eine abweichende Zusammensetzung von 36,2 Gew.-% PbO, 49,28 Gew.-% UO3, 29,42 Gew.-% SiO2 und 3,59 Gew.-% H2O sowie zusätzliche Beimengungen von 0,41 Gew.-% Fe2O3, 0,03 Gew.-% MgO, 0,06 Gew.-% CaO und 0,85 Gew.-% CO2.

## Kristallstruktur
Kasolit kristallisiert monoklin in der Raumgruppe P21/c (Raumgruppen-Nr. 14) mit den Gitterparametern a = 6,70 Å; b = 6,93 Å; c = 13,25 Å und β = 104,2° sowie 4 Formeleinheiten pro Elementarzelle.
Die Uranylgruppen bilden dabei mit den SiO4-Tetraedern eine Schichtstruktur aus, so dass das Uranyl-Ion eine pentagonal-bipyramidale Koordination von Sauerstoffatomen aufweist. Diese "Uranyl-Silicat"-Schichten werden durch die Bleiatome untereinander verbunden. Jedes Bleiatom koordiniert dabei vier Silicat-Sauerstoffatome sowie ein Uranyl-Sauerstoffatom. Zwei Pb-Atome sind dabei über jeweils zwei unterschiedliche Silicat-Sauerstoffatome miteinander verknüpft. Die vier Silicat-Sauerstoffatome weisen darüber hinaus jeweils eine unterschiedliche Koordination auf. Ein Silicat-Sauerstoffatom koordiniert zwei Pb-Atome, das zweite koordiniert zwei U-Atome, das dritte koordiniert ein Pb- und ein U-Atom und das vierte koordiniert zwei U-Atome und ein Pb-Atom.
| Kristallstruktur von Kasolit (Wassermoleküle aus Gründen der Übersichtlichkeit entfernt) |
| ---------------------------------------------------------------------------------------- |
| - in Richtung der kristallographischen b-Achse - Detail der Packungsstruktur             |
| Farblegende: 0 _ U 0 _ O 0 _ Pb 0 _ Si                                                   |

## Eigenschaften

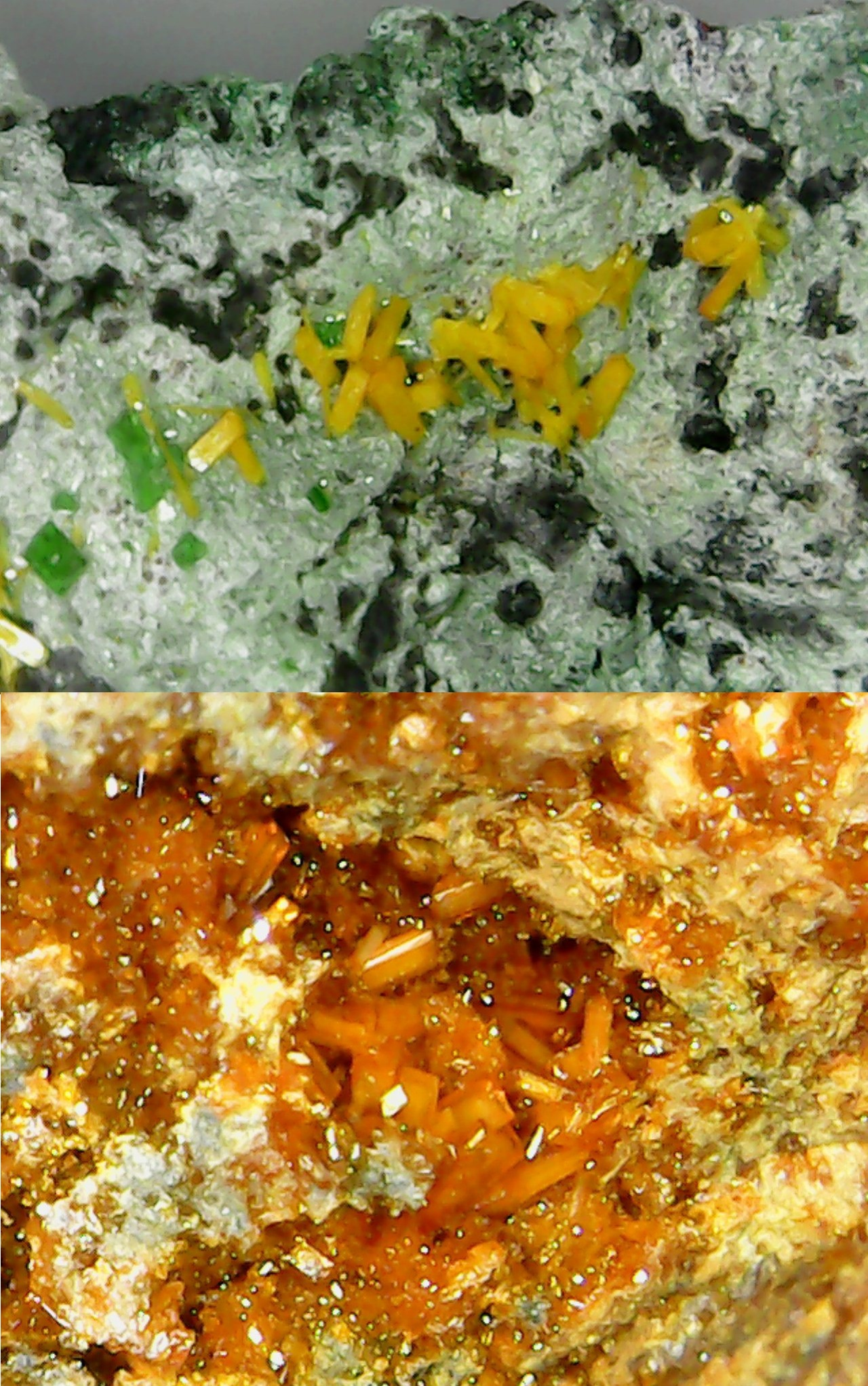
Unterschiedliche Farbigkeit des Kasolit in Abhängigkeit vom Fundort; oben: Musonoi, unten: Shinkolobwe (beide Minen Provinz Katanga, DR Kongo)

Kasolit gilt aufgrund seines Urangehalts von bis zu 40,6 % als sehr stark radioaktiv. Unter Berücksichtigung der Mengenanteile der radioaktiven Elemente in der idealisierten Summenformel sowie der Folgezerfälle der natürlichen Zerfallsreihen wird für das Mineral eine spezifische Aktivität von 72,5 kBq/g angegeben (zum Vergleich: natürliches Kalium 0,0312 kBq/g). Der zitierte Wert kann je nach Mineralgehalt und Zusammensetzung der Stufen deutlich abweichen, auch sind selektive An- oder Abreicherungen der radioaktiven Zerfallsprodukte möglich und ändern die Aktivität.
Kasolit kann durch Säuren aufgelöst werden.

## Bildung und Fundorte

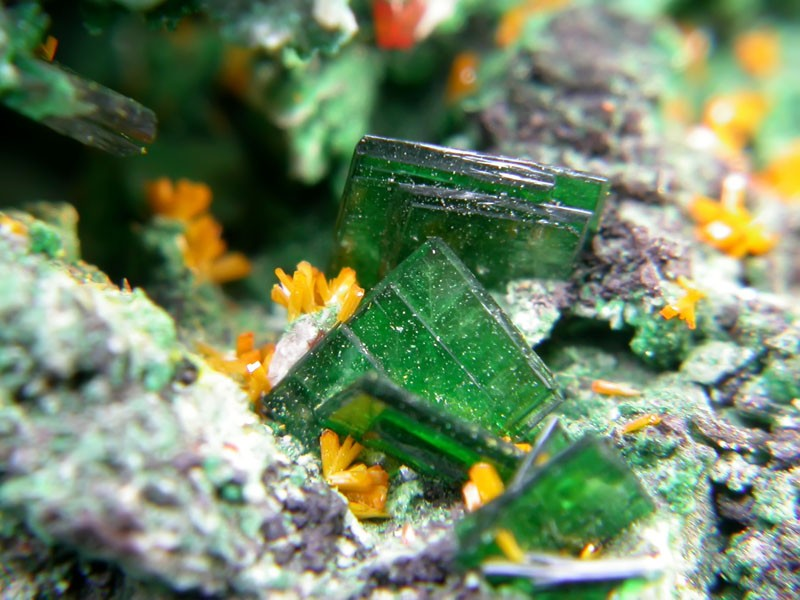
Paragenese von orangegelbem, prismatischen Kasolit neben dunkelgrünem, tafeligen Torbernit aus der Musonoi Mine, Kolwezi, Katanga, Demokratische Republik Kongo

Kasolit bildet sich als Oxidationsprodukt aus Uraninit in der Verwitterungszone primärer Uranerze. Als Begleitminerale können neben Uraninit unter anderem noch Curit, Dewindtit, Rutherfordin, Sklodowskit und Torbernit auftreten.
Als eher seltene Mineralbildung kann Kasolit an verschiedenen Fundorten zum Teil zwar reichlich vorhanden sein, insgesamt ist er aber wenig verbreitet. Weltweit sind bisher rund 200 Fundstellen für Kasolit dokumentiert (Stand 2020). Neben seiner Typlokalität, der Shinkolobwe Mine (auch Kasolo Mine), wo zudem besonders große Kristalle von bis zu einem Zentimeter Länge zutage traten, fand sich das Mineral in der Provinz Haut-Katanga noch in der Kambove Principal Mine, am Swambo Hill und der Luiswishi Mine. Zudem fand es sich in der Provinz Lualaba in der Uran-Kupfer-Lagerstätte Kalongwe und der für ihren Mineralreichtum bekannten Musonoi Mine nahe Kolwezi, im Cobalt- und Kupfer-Tagebau Kamoto-Oliveira-Virgule (KOV) bei Kamoto und in der Kasompi Mine (auch Menda Mine).
In Deutschland konnte Kasolit bisher in den Gruben Michael nahe Reichenbach (Lahr/Schwarzwald) und Clara bei Oberwolfach im Ortenaukreis sowie in mehreren Gruben in der Umgebung von Wittichen im Landkreis Rottweil und Menzenschwand (z. B. Grube Krunkelbach) im Landkreis Waldshut in Baden-Württemberg, bei Riedhof der Gemeinde Miltach sowie mehreren Gruben im Wölsendorfer Bergbaurevier in Bayern, der Uranlagerstätte Bühlskopf bei Ellweiler (siehe auch Uranerzaufbereitungsanlage Ellweiler) sowie in den Kupfergruben Katharina I und Katharina II bei Imsbach in Rheinland-Pfalz. Die qualitativ besten Funde von Kasolit in Deutschland stammen jedoch vom Schurf 5 in Tirpersdorf im Vogtland, wo sich kanariengelbe Igel und radialstrahlige Sonnen in Drusen oder Spaltflächen des Schiefers neben Torbernit/Zeunerit-Mischkristallen fanden.
In Österreich trat Kasolit bisher nur im Paselstollen bei Böckstein im Gasteinertal sowie bei Bramberg am Wildkogel und bei Hollersbach im Pinzgau im Salzburger Land und bei Heiligenblut am Großglockner in Kärnten auf.
In der Schweiz fand man das Mineral bisher vor allem im Kanton Wallis, genauer an mehreren Fundstellen im Bezirk Saint-Maurice (Emosson, Plex, Salvan), aber auch am Alplistock in der Berner Gemeinde Guttannen, auf der Mürtschenalp im Kanton Glarus und in der Uran-Lagerstätte Boitses bei Lavey-Morcles (auch Lavey-les-Bains) im Kanton Waadt.
Weitere Fundorte liegen unter anderem Ägypten, Argentinien, Australien, Bulgarien, Chile, China, Finnland, Frankreich, Gabun, Indien, Italien, Japan, Kanada, Mexiko, Namibia, Nordmazedonien, Norwegen, Polen, Portugal, Rumänien, Russland (Karelien, Murmansk, Primorje), Schweden, Spanien, Tadschikistan, Tansania, Tschechien, Ungarn, im Vereinigten Königreich (England, Schottland) und den Vereinigten Staaten von Amerika (Arizona, Colorado, Kalifornien und andere).

## Vorsichtsmaßnahmen
Aufgrund der Toxizität und der starken Radioaktivität des Minerals sollten Mineralproben vom Kasolit nur in staub- und strahlungsdichten Behältern, vor allem aber niemals in Wohn-, Schlaf- und Arbeitsräumen aufbewahrt werden. Ebenso sollte eine Aufnahme in den Körper (Inkorporation, Ingestion) auf jeden Fall verhindert und zur Sicherheit direkter Körperkontakt vermieden sowie beim Umgang mit dem Mineral Atemschutzmaske und Handschuhe getragen werden.